# Bernd Stange
Bernd Stange (ur. 14 marca 1948 w Gnaschwitz, Doberschau-Gaußig) – niemiecki trener piłkarski i piłkarz.

## Kariera piłkarska

### Kariera klubowa
Rozpoczął karierę piłkarską w saksońskich niższych ligach. Występował w klubach Chemie Gnaschwitz, Vorwärts Bautzen i HSD DHfK Leipzig. W 1970 zakończył karierę piłkarską w wieku 22 lat.

## Kariera trenerska
Po zakończeniu kariery zawodniczej od 1970 pracował w sztabie szkoleniowym FC Carl Zeiss Jena, z którym zdobył wicemistrzostwo NRD w 1973, 1974 i 1975 oraz Puchar NRD w 1973 i 1974. Potem od 1978 do 1988 pracował w sztabie szkoleniowym reprezentacji NRD. W 1988 powrócił do FC Carl Zeiss Jena. Kolejnymi klubami w jego karierze byli Hertha BSC (zwolniono przez współpracę z Stasi) i VfB Leipzig. W 1994 przez słabe wyniki stracił pracę w lipskim klubie, po czym postanowił wyjechać za granicę. W 1995 został głównym trenerem ukraińskiego klubu Dnipro Dniepropetrowsk, a po roku przeniósł się do kijowskiego CSKA. W 1997 na sezon powrócił do FC Carl Zeiss Jena. Potem wyjechał do Australii, gdzie prowadził Perth Glory, z którym zdobył mistrzostwo ligi w 2000, ale przegrał Grand Final. Również otrzymał obywatelstwo australijskie. W 2001 trenował reprezentację Omanu, ale po trzech miesiącach został zwolniony. Następnie został trenerem reprezentację Iraku, jednak przez rozpoczęcie wojny nie mógł normalnie pracować z nią. W 2005-2007 trenował cypryjski klub Apollon Limassol, z którym zdobył mistrzostwo i Superpuchar w 2006. Od 30 lipca 2007 prowadził reprezentację Białorusi, z którą pracował do 7 października 2011. 15 maja 2013 stał na czele reprezentacji Singapuru.

## Sukcesy i odznaczenia

### Sukcesy trenerskie
- wicemistrz NRD: 1973, 1974, 1975
- brązowy medalista Mistrzostw NRD: 1977
- zdobywca Pucharu NRD: 1972, 1974
- brązowy medalista Mistrzostw Ukrainy: 1995
- wicemistrz Australii: 2000
- mistrz Cypru: 2006
- zdobywca Superpucharu Cypru: 2006